# Болоховская земля

Бо́лоховская земля́ — древнерусская историческая область XI—XIII веков, существовавшая в верховьях Южного Буга и бассейнах рек Горынь, Случь и Тетерев, практически совпадавшая с более поздним Подольем.
Болоховская земля представляла собой конфедерацию племён, которые управлялись местными славянскими династиями. Изначально часть Киевского княжества, которая отделилась от него в XIII веке, признала власть монголов и затем была присоединена к Галицко-Волынскому княжеству. Центр Болоховской земли находился в городе Болохов (ныне Любар Житомирской области).

## Упоминания
Из всех летописей одна только Галицко-Волынская летопись содержит несколько упоминаний, из которых самое первое находится под 1150 г., когда Владимирко, князь галицкий, шел из Галича в Киев через Болохов: «и приде Изяславу весть, еже Володимирко перешед Болохово, идеть мимо Мунарева к Володареву».
Второе упоминание — под 1170 г., когда Мстислав Изяславич через Болохов бежал из Киева во Владимир-Волынский, третье — под 1231 г., четвертое — под 1241 г., относительно более подробное, по поводу нападения Даниила Галицкого, и наконец последнее — под 1257.

## Население
Население — болоховцы, — славянского либо валашского происхождения, основой хозяйствования его было земледелие (пшеница, просо). Болоховцы, наряду с тиверцами и уличами, оказывали упорное сопротивление попыткам их покорить Киевскими и Волынскими (Владимиро-Волынскими) князьями.
Часть уличей и тиверцев, под воздействием кочевников уходивших на север, тоже приняли участие в формировании населения Болоховской земли.
В Болоховской земле в середине XII в. началось применение характерных для Волжской Болгарии укреплений и другие признаки сходства с Поросьем, а на протяжении XII—XIII вв. здесь появилось 27 крепостей многорядно-концентрической планировки. По мнению Ю. Ю. Моргунова, это могло быть следствием того, что в состав болоховцев влилась группа половцев, которая сначала кочевала у Волжской Болгарии, а затем переместилась на Южный Буг. У села Колодяжина (юго-запад Житомирской обл.) найдено погребение кочевника, а из Изяславля (Хмельницкая обл.) происходит серия одноцилиндровых замков, массово бытовавших в Волжской Болгарии. Среди оружия ближнего боя там резко преобладали кавалерийские пики, а чуждые русскому населению очаги обнаружены в жилищах Губина и Городища (Хмельницкая область). Также, на небольших «степных» укреплениях Болоховской земли (Изяславль, Дорогобуж и Губин) встречено аномально высокое количество драгоценных кладов с вещами столичного уровня параллели которым Ю. Ю. Моргунов видит в аналогичных кладах из Поросья.
Одни ученые (Шарашевич) считают болоховцев чистыми половцами, другие (Зубрицкий и Барсов) полагают, что они образовались из смеси крещеных половцев и русских беглецов или пленников, причем преобладающим остался элемент половецкий. Петрушевич вместе с Миклошичем говорит, что болоховцы были румынами, пришельцами в южные страны Подолии (преимущественно между Днестром и Южным Бугом), в начале XIII в. призванными будто бы галицким князем Романом Мстиславичем во время грозившего ему нападения со стороны воинственных влахов и куманов. И, наконец, по мнению Дашкевича, болоховцы — русского племени, в чем его убеждают: соседство Болоховской земли с русскими княжествами, её независимость, оседлый образ жизни болоховцев (главное занятие — хлебопашество), славянское происхождение названий городов и т. д.
Болоховцы были «удалыми торговцами». По мнению Лелевеля вдоль Бога (Южного Буга) тянулся торговый путь, шедший от Луцка и Пересопницы к устьям Днепра. В то же время Болохово лежало на пути из Киева в Галич.

## Болоховские князья
Летопись впервые упоминает болоховских князей под 1231 г., обозначая их всегда и исключительно именем их земли, а не по имени и отчеству, как князей Владимирова дома. Одни исследователи считают болоховских князей половецкими, другие — румынскими, третьи — русскими. Последние (Карамзин, Арцыбашев) принимают их даже за потомков Олега Черниговского, а Соловьев и Квашнин-Самарин сближают с Игоревичами. Костомаров и Дашкевич утверждают, что это особая ветвь князей, стремившихся к независимости от владычества членов господствовавшей тогда линии. Они только роднились с Рюриковичами и были или потомками туземных княжеских родов или «лучшими мужами» местного населения, провозгласившего их князьями для того, чтобы иметь кого выставить в противовес Владимирову дому.

## Борьба за независимость
Считается, что в 1230-х гг. Киев, потерявший своё былое значение, перешёл под протекцию галицко-волынского князя Данила Романовича. С 1231 г. Болоховская земля выступает с явными признаками отдельного и независимого существования. Болоховские князья впервые упоминаются в летописи под 1231 г. В этом же году впервые воевали против Даниила.
В 1240 году началось наступление монгольской армии на Южную Русь. Жители Болоховской земли приняли на себя обязательство ежегодного взноса пшеницы и проса и так избежали разорения своих земель: «Оставили бо их татарове, да и орють (пашут и сеют) пшеницю и проса». (Дашкевич, «Болоховская земля и её значение в русской истории»).
В конце 50-х годов к болоховцам присоединяются на западе межибожцы, на севере возвягляне, на востоке жители Городка, Семоця и других местностей, бывших между Болоховым и Тетеревом, на юге обитатели Побожья, а также белобережцы и чернятинцы.
В 1256 г., в связи со сменой власти в Орде, Даниил Галицкий решается на открытый разрыв отношений с Ордой. Он двинулся на Куремсу, и в 1256-57 гг. занял Болоховские земли, а также часть Подолья и Поросье, которые до того входили в непосредственные владения Джучидов.
Даниил, который «на не большую вражду (держа), яко от Татар болшую надежду имьяху», «грады их огневи предаст и гребля их раскопа… пленив землю Болоховскую и пожег… не оста ничтоже во граде их, еже бысть не пленено».
Даниил Галицкий уничтожил почти все города болоховцев — Деревич, Губин, Кобудь, Кудин, Божский, Дядьков. Часть болоховцев ушла в леса, часть в другие земли, часть захваченных Даниил расселил в своих владениях. Поэтому местности с похожими на болоховские города названиями встречаются от Киева до Польши и Молдавии.
Кампания Куремсы против Даниила осталась безуспешна. В 1258 г. на смену Куремсе был назначен Бурундай. Прибыв к Галичу, он немедленно принудил Даниила к полной покорности и восстановил положение 40-х годов. Для предотвращения возможности дальнейших выступлений против Орды, Бурундай заставил Данилу и Василька Романовичей срыть все городские укрепления в их землях.
В 1362 году произошла Битва на Синих Водах, где монголо-татары потерпели поражение, в результате которого Болоховской землей завладело Великое княжество Литовское.
6 марта 1918 года Центральная рада УНР приняла «Закон об административно-территориальном делении Украины»(Административно-территориальное деление Украинской Народной Республики), где одной из административно-территориальных единиц была Болоховская земля.

## Города Болоховской земли

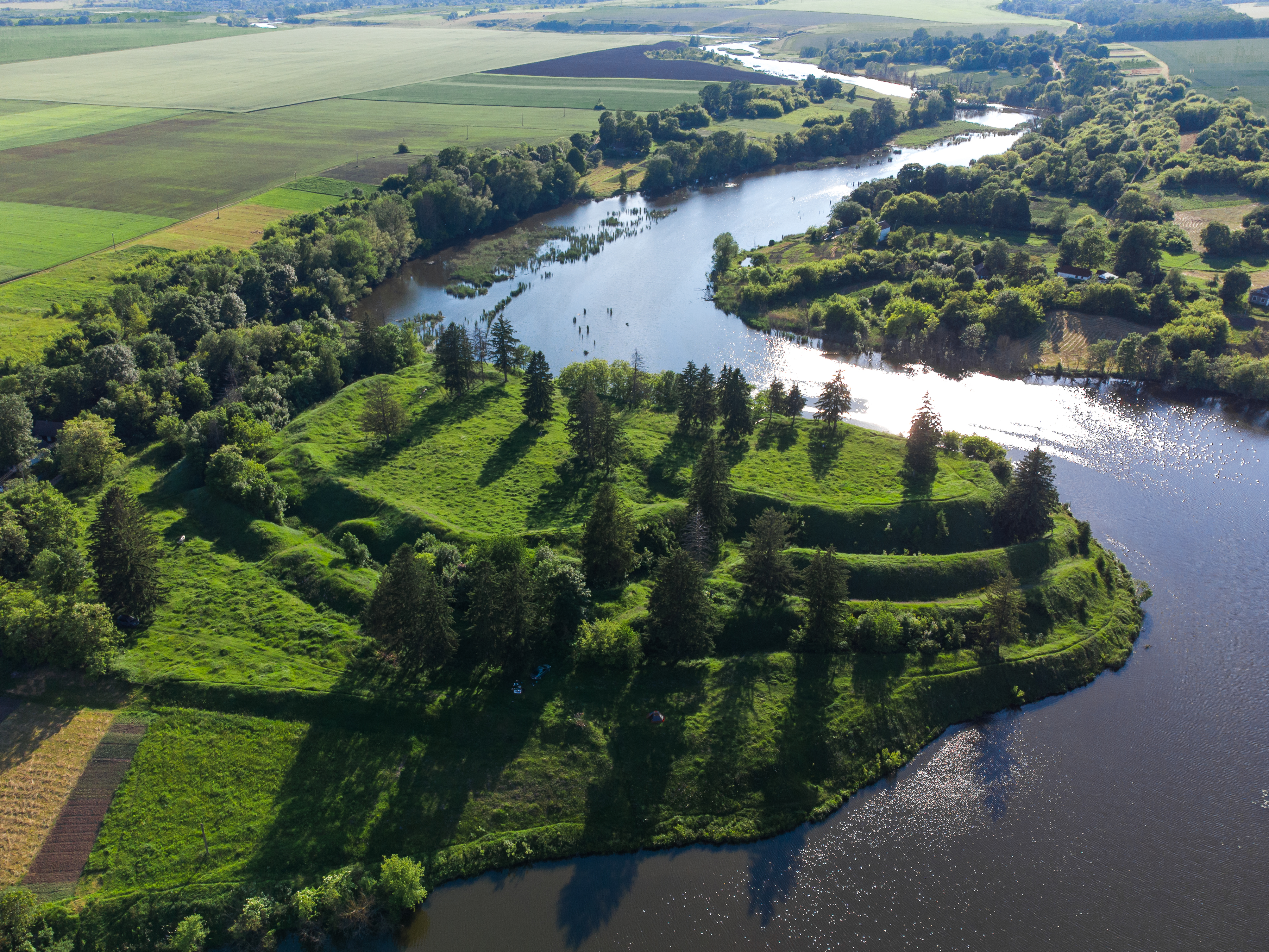
Городище Губин

В Болоховской земле были известны города:
- Болохов— Любар (Житомирская область)
- Деревич — Великие Деревичи (юго-запад Житомирской области)
- Губин (северо-восток Хмельницкой области)
- Кобуд — Староконстантинов
- Кудин — Кудинка
- Городеск
- Божский
- Дядьков
- Гнойница

Большой материал о болоховцах при раскопках дало Райковецкое городище у с. Райки Бердичевского района.